# Tuxedo (New York)
Tuxedo est une ville dans l'État de New York situé dans le comté d'Orange. Créée en 1890, la ville comptait 3 624 habitants en 2010.